# Língua eslovíncia
A língua eslovíncia ou  eslovíncio foi um dialeto extinto da língua pomerana, falada entre os lagos Gardno e Lebsko, na Pomerânia. O eslovinciano morreu porque a língua do dia a dia da comunidade foi substituída pelo baixo-alemão no início do século XX. De qualquer forma, palavras isoladas e expressões sobreviveram até a Segunda Guerra Mundial. Nessa época ainda havia anciãos que eram capazes de manter um diálogo simples no seu dialeto.
O eslovinciano era tão próximo do cassubiano que poderia ser considerado como um dialeto deste. É discutido, entre os atuais eslovincianos, o uso desse nome, dado pelo cientista russo Aleksander Hilferding. Alguns acadêmicos acreditam que os eslovincianos consideram a si mesmos apenas como cassubianos luteranos, e sua língua como sendo o cassubiano. No entanto, o termo "eslovinciano" prevalece na literatura e é também usado oficialmente (Slowinski Park Narodowy - Parque Nacional Eslovinciano, na Pomerânia).
Os ancestrais dos eslovincianos provavelmente chegaram à região por volta de 1 500 anos atrás, mas podem ter habitado essa mesma área bem antes disso, quando eram parte da grande tribo dos eslavos pomerânios. Seguindo sua forçada cristianização (Cruzada do Norte), as classes dominantes dos pomerânios ocidentais tornaram-se gradualmente mais e mais germanizadas. A adoção do Luteranismo em 1525 e 1538 quebrou muitas das ligações com os poloneses e cassubianos. Além disso, foi decidido que o alemão seria usado na Igreja da Pomerânia, no lugar da língua nativa local. Mas o relativo isolamento dos assentamentos eslovincianos das grandes cidades atrasou esse processo até o final do século XIX.
Nos séculos XVI e XVII, Michal Mostnik (também conhecido como Pontanus ou Michael Brüggeman) e Szimon Krofej tentaram introduzir o eslovinciano na Igreja Luterana. Eles traduziram e publicaram vários trabalhos religiosos para o eslovinciano. Todavia, seus esforços não pararam o processo de germanização da população eslava da Pomerânia. Após a unificação da Alemanha e 1871, a antiga província prussiana da Pomerânia tornou-se parte do território alemão, e qualquer língua, exceto o alemão, era terminantemente proibida nas igrejas, escolas e repartições públicas. A língua eslava pomerânia  declinou e foi gradualmente substituída pelo baixo-alemão. O mesmo processo, embora mais lento, ocorreu entre os católicos cassubianos na província da Prússia Ocidental.
Todavia, os cassubianos ainda sobreviviam quando o Tratado de Versalhes os colocou sob o governo polonês, enquanto s área eslovinciana foi deixada dentro das fronteiras alemãs.
As regiões habitadas pelos eslovincianos tornaram-se parte da Polônia após a Segunda Guerra Mundial, em 1945. Os novos colonos poloneses que chegaram da Polônia Oriental trataram os eslovincianos como alemães. Os direitos de posse dos cidadãos alemães foram retirados pelo Estado, a menos que eles provassem o direito à naturalização. Aos eslovincianos não foi dada a chance de adotar a cidadania polonesa. Alguns intelectuais poloneses escreveram cartas de protesto contra o tratamento dado às populações nativas da Pomerânia pelas autoridades comunistas, sem muito efeito. Os eslovincianos começaram a buscar o direito de emigrar para a Alemanha, e virtualmente todas as famílias o fizeram na década de 1980.